# Pelargonium althaeoides
Pelargonium althaeoides là một loài thực vật có hoa trong họ Mỏ hạc. Loài này được (L.) L'Hér. mô tả khoa học đầu tiên năm 1787.